# Rijkscommissie voor Graadmeting en Waterpassing
De Rijkscommissie voor Graadmeting en Waterpassing (1879-1937) werd opgericht bij Koninklijk Besluit van 20 februari 1879 naar een advies van de toenmalige Koninklijke Nederlandse Akademie van Wetenschappen. De taak van deze commissie was het uitvoeren, wetenschappelijk begeleiden en coördineren van de nauwkeurigheidswaterpassing en de driehoeksmeting van Nederland. Dit werk was gestart door L. Cohen Stuart, na diens overlijden in 1881 werd diens werk voortgezet door prof. C.M. Schols van de Koninklijke Academie in Delft, die voorzitter van de Commissie werd.
In 1937 werd de Rijkscommissie voor Graadmeting en Waterpassing een  adviescommissie van het Ministerie van OCW onder de naam  "Rijkscommissie voor Geodesie" (RCG). In 1990 werd de structuur van commissies en adviesraden van OCW gereorganiseerd. De RCG is toen als  Nederlandse Commissie voor Geodesie (NCG) ondergebracht bij de KNAW. Per 2014 is de NCG bij een reorganisatie van de KNAW opgehouden te bestaan. Haar activiteiten zijn toen overgenomen door de stichting "Nederlands Centrum voor Geodesie en Geo-Informatica" (het NCG).

## Personen
De Nederlandse geofysicus en geodeet Felix Vening Meinesz kwam in 1910 in dienst bij de Rijkscommissie. Prof. Vening Meinesz was van 1927 tot 1966 lid van de toenmalige vaste Commissie voor Graadmeting en Waterpassing en haar opvolger de Rijkscommissie voor Geodesie. Van 1937 tot 1947 was hij tevens voorzitter van de Commissie. Namens Rijkswaterstaat was ir. W.F. Stoel een aantal jaar hun vertegenwoordiger.

## Draagpenningen
In 1926 en 1935 werden door de Rijkscommissie herinneringsmedailles uitgereikt ter ere van twee onderzoeksreizen onder leiding van Meinesz, de Draagpenningen van de Rijkscommissie voor Graadmeting.